# Mesonyx
A Mesonyx az emlősök (Mammalia) osztályának fosszilis Mesonychia rendjébe, ezen belül a Mesonychidae családjába tartozó nem.

## Tudnivalók
A Mesonyx (magyarul: „középső karom”) a Mesonychidae család egyik neme. A Mesonychidae család a típuscsaládja a Mesonychia rendnek. A Mesonyx farkasszerű ragadozó volt, amely a középső eocén korszakban élt Wyoming és Kelet-Ázsia területén, körülbelül 45 millió évvel ezelőtt. A kis kutyaszerű végtagjai gyors vadászra utalnak, amely valószínűleg növényevő patás állatokra vadászott; futás közben inkább a lábujjai érték a földet. A Mesonyx ujjai nem karmokban, hanem kis patákban végződtek. A hosszú koponyán a sagittális varrat mentén, eléggé nagy kiemelkedés volt, amely a nagy állkapocsizmokat tartotta, így harapása igen erős volt.
A Wyoming államban talált felső eocén korszaki állat, Mesonyx uintensis, koponyahossza 42,9 centiméter volt, ebből 20,6 centimétert a pofa tett ki. A felső eocén korszaki rétegben egy másik Mesonyx uintensis példányt is találtak, de ez Utah állam északi részéről származik.

## Rendszerezése
A nembe az alábbi 4 faj tartozik:
- Mesonyx nuhetingensis
- Mesonyx obtusidens
- Mesonyx uintensis
- Mesonyx uqbulakensis